# Fernando Abad
Fernando Antonio Abad (La Romana, 17 dicembre 1985) è un giocatore di baseball dominicano, lanciatore per i Baltimore Orioles della Major League Baseball (MLB).

## Carriera

### Inizi e Minor League
Abad cominciò la sua carriera professionistica nel 2006 in Repubblica Dominicana, giocando nella Dominican Summer League con la squadra degli Astros. Nel 2007 venne chiamato negli Stati Uniti, dove giocò nella classe Rookie e in qualche partita nella classe A-breve. Nel 2008 militò esclusivamente nella classe A e nel 2009 scese in campo nelle partite della classe A-avanzata e in alcuni incontri nella Doppia-A.

### Major League
Debuttò in MLB il 28 luglio 2010, al Minute Maid Park di Houston contro i Chicago Cubs. Schierato come closer nel nono e ultimo inning della partita, concesse una valida e una base su ball. Concluse la stagione con 22 partite disputate nella MLB e 19 nella minor league, di cui 14 nella Doppia-A e 5 nella Tripla-A.
Il 19 novembre 2012, dopo essere diventato free agent a fine stagione, firmò con i Washington Nationals, con cui disputò la stagione 2013.
Il 25 novembre 2013, i Nationals scambiarono Abad con gli Oakland Athletics per il giocatore di minor league John Wooten.
Dopo due stagione a Oakland divenne free agent e firmò, il 17 dicembre 2015, con i Minnesota Twins.
Il 1º agosto 2016, i Twins scambiarono Abad con i Boston Red Sox per Pat Light. Divenne free agent al termine della stagione 2017.
Il 17 febbraio 2018, Abad accettò un contratto di minor league con i Philadelphia Phillies con incluso un invito allo spring training. Venne svincolato dalla squadra il 21 marzo, e firmò con i New York Mets il 25 marzo. Il 7 giugno 2018, Abad venne sospeso per 80 partite perché risultato positivo nei test anti-doping allo Stanozololo, di conseguenza i Mets decisero di rilasciarlo dalla squadra.
Il 3 agosto 2018, Abad firmò con i Long Island Ducks dell'Atlantic League of Professional Baseball, una lega indipendente.
Ritornò in una squadra di Major League il 16 febbraio 2019, firmando con i San Francisco Giants.
Il 18 dicembre 2019, Abad tornò invece con i Nationals, firmando un contratto di minor league con la franchigia. Venne però svincolato dalla franchigia il 17 luglio 2020, prima dell'inizio della stagione regolare.
Il 25 luglio 2020, Abad firmò un contratto di minor league con i New York Yankees. Non apparve in nessuna partita di MLB e divenne free agent a fine stagione.
Il 16 dicembre 2020, Abad firmò un contratto di minor league con i Baltimore Orioles. Chiuse la stagione 2021 con 16 partite disputate nella MLB per un totale di 17.2 inning.

## Nazionale
Abad venne convocato dalla nazionale dominicana, partecipando al World Baseball Classic 2017.